# Chelyschema
Chelyschema is een geslacht van wantsen uit de familie van de Scutelleridae (Pantserwantsen). Het geslacht werd voor het eerst wetenschappelijk beschreven door Ernst Evald Bergroth in 1891.

## Soorten
Het genus bevat de volgende soort:

- Chelyschema trinotata (Walker, 1867)